# Józef Buszman
Józef Piotr Buszman (ur. 22 września 1946 w Katowicach, zm. 21 czerwca 2024) – polski informatyk i samorządowiec, wiceprezydent Katowic, od 2008 do 2010 prezes Związku Górnośląskiego.

## Życiorys
W 1973 ukończył studia na Wydziale Techniki Uniwersytetu Śląskiego, po których rozpoczął pracę jako informatyk w Instytucie Maszyn Matematycznych. W latach 80. znalazł się wśród założycieli Klubu Inteligencji Katolickiej w Katowicach, pełnił funkcję jego prezesa.
Od 1980 należał do „Solidarności”, w 1989 działał w Komitecie Obywatelskim. W latach 1990–1994 zasiadał w katowickiej radzie miasta, był w tym okresie także przewodniczącym Sejmiku Samorządowego Województwa Katowickiego.
W połowie lat 90. kierował Miejskim Ośrodkiem Pomocy Społecznej w Zabrzu. W 1993 z ramienia Bezpartyjnego Bloku Wspierania Reform kandydował do Senatu w okręgu katowickim. Od 1998 do 2002 z listy AWS ponownie był radnym Katowic, pełnił też w tym okresie funkcję zastępcy prezydenta miasta. W wyborach parlamentarnych w 2001 bezskutecznie kandydował do Sejmu z listy Prawa i Sprawiedliwości jako przedstawiciel Przymierza Prawicy.
Pracował w Miejskim Przedsiębiorstwie Gospodarki Mieszkaniowej w Rudzie Śląskiej na stanowisku dyrektora. Od 2007 do 2010 z ramienia Platformy Obywatelskiej sprawował mandat radnego sejmiku śląskiego. W 2008 został wybrany na prezesa Związku Górnośląskiego, którego w 1989 był współzałożycielem. Pełnił tę funkcję do 2010, kiedy to został wiceprezesem ZG.

## Odznaczenia
- Krzyż Oficerski Orderu Odrodzenia Polski (pośmiertnie, 2024)[6]